# Werkhuisstraat
De Werkhuisstraat is een straat in Brugge.

## Beschrijving
De straat werd vernoemd als
- 1553: Cleen Eechoutstraetkin tusschen beede de Ghendweghen.

De straat liep uit op de poort van de Eekhoutabdij in de Nieuwe Gentweg. Het imposante herenhuis op de hoek van de straat en de Nieuwe Gentweg draagt de naam De Cleene Eeckhoute.
In 1816 werd in die straat, in de gebouwen van klooster en gasthuis die deel uitmaakten van het Magdalenagasthuis in de Nieuwe Gentweg, door de Burgerlijke Godshuizen een werkhuis voor bedelaars en landlopers ingericht. De straat kreeg onmiddellijk de naam van dit werkhuis. De naam bleef, ook al werden in 1927 de gebouwen een Rijksopvoedingsgesticht voor delinquente meisjes (Het Rijkskliniek en -Opvoedingsgesticht), en vanaf 1980 de zetel van verschillende federale en gewestelijke administraties (tot in 2012).
De Werkhuisstraat loopt van de Nieuwe Gentweg naar de Oude Gentweg.